# گال فریدمن
گال فریدمن (عبری: גל פרידמן‎) یک ورزشکار رشته قایقرانی اهل اسرائیل است.